# Ioan Bocșa
Ioan Bocșa (n. 13 decembrie 1947, Oarda de Jos, Alba) este un solist de muzică populară ardelenească, profesor universitar în Cluj-Napoca.   

## Biografie
Ioan Bocșa s-a născut la 13 decembrie 1947, la Oarda de Jos, Alba. 

## Studii
Ioan Bocșa este absolvent, în anul 1970, al Conservatorul de Muzică „Gheorghe Dima” din Cluj-Napoca.

## Cariera didactică
Din anul 1994, Ioan Bocșa este conferențiar universitar la Academia de Muzică Gheorghe Dima din Cluj-Napoca, la Modulul de folclor al acestei Academii de Muzică. Actualmente, este profesor universitar în cadrul Academiei de Muzica „Gheorghe Dima” din Cluj Napoca.

## Titluri de cântece ale lui Ioan Bocșa
Este și solist de muzică populară ardelenească. Mai jos se află titlurile câtorva cântece ale lui Ioan Bocșa.
- Doru’ m-o purtat
- Ană, zorile se varsă
- Câte mândre-am avut eu

## Discografie
- Doru' m-o purtat (1990)
- Dorul meu pe unde trece (1992)
- Colinde  (1993)
- Bună dimineața, nană (1994)
- Colinde și cântece populare românești (1994)
- Colinde transilvane I (1998)
- Ană, zorile se varsă (1999)
- Colinde transilvane II (2000)
- Colinde transilvănene (2001)
- Cîte mîndre-am avut eu (2002)

## Filmografie
- Balada pentru Munții Apuseni
- Colinde Transilvane 112 sunați sunați